# Синій тигр
«Синій тигр» (англ. Blue Tiger) — американський бойовик 1994 року.

## Сюжет
Вбивця, посланий прибрати главу автобусної компанії, випадково вбиває шестирічного хлопчиська. Мати хлопчика, яка стала свідком вбивства свого сина, запам'ятала лише татуювання, яке було на грудях вбивці, татуювання у вигляді синього тигра. Джина вирішує помститися за свого сина. Вона відправляється до майстра тату, щоб дізнатися — що значить татуювання, яке вона бачила на грудях бандита. Той розповідає про те, що є древня легенда, згідно з якою коли зустрінуться синій і червоний тигр — один з них повинен буде померти. Жінка робить собі татуювання у вигляді червоного тигра і відправляється на пошуки вбивці.

## У ролях
| Актор               | Роль               |
| ------------------- | ------------------ |
| Вірджинія Медсен    | Джина Хейз         |
| Тору Накамура       | Сейдзі             |
| Дін Халло           | Генрі Сомс         |
| Ре Ісібасі          | Ган                |
| Сел Лопес           | Луїс               |
| Юдзі Окумото        | лейтенант Сакагамі |
| Гаррі Дін Стентон   | Сміт               |
| Бренда Варда        | Емілі              |
| Франсуа Чау         | Соя                |
| Генрі Мортенсен     | Дарін Хейс         |
| Клаудія Темплтон    | Нун                |
| Тоширо Обата        | Куніматсу          |
| Джон Гемміл         | фармацевт          |
| Кріс Дероса         | детектив           |
| Томас «Док» Богускі | коронер            |
| Чері Фрей           | Шеррі              |
| Ден Бредлі          | турок              |
| Майкл Медсен        | продавець зброї    |